# La caja de botones de Gwendy
La caja de botones de Gwendy es una novela de terror de los escritores estadounidenses Stephen King y Richard Chizmar, publicada el 16 de mayo de 2017 por la editorial especializada en terror Cemetery Dance. La novela fue anunciada en Entertainment Weekly el 28 de febrero de 2017.
La edición estadounidense incluye ilustraciones de Keith Minnion. La edición francesa, publicada por Le Livre de Poche en septiembre de 2018, añadió nuevas ilustraciones del mismo artista.

## Sinopsis
La historia tiene lugar en la ciudad ficticia de King Castle Rock en 1974. Gwendy Peterson, una niña de doce años, se encuentra con un extraño con ropa oscura y sombrero negro que la invita a "hablar". Tarda un poco, pero al final se convence. El hombre se presenta como Richard Farris. Este entrega a la niña una caja con botones llamativos y cuyos lados tenía palancas que sacaban chocolates y monedas. Inmediatamente Gwendy se enamora de la caja y acepta cuidarla, y antes de irse Richard Farris le advierte nunca presionar los botones rojo y negro.
Tiempo después, la vida de Gwendy cambia para bien, baja de peso, saca buenas notas, sus padres ya no pelean y se vuelve la chica popular del colegio. Sin embargo, una tentación por tocar el botón prohibido llega constantemente además de un joven acosador que la pretendía.
Poco a poco, se va dando cuenta del verdadero poder de la caja y que tal vez, Richard Farris no era lo que aparentaba. Aquí comenzará una lucha interna por mantener su vida diaria sin afectar a los de su entorno.

## Concepción
"Tenía una historia que no podía terminar y Chizmar me mostró el camino con mucho estilo", afirmó King en un comunicado. Al describir el proceso de escritura, Richard Chizmar contó: "Steve me envió la primera parte de un cuento. Le agregué algunas páginas y se lo envié. Luego hicimos lo mismo una y otra vez. Al final teníamos una novela completa en nuestras manos. Todo el proceso tomó alrededor de un mes".